# Proyecto Rosetta
El proyecto Rosetta es un proyecto de la Long Now Foundation que aspira a recopilar todas las lenguas actualmente en peligro de desaparición. Esta base de datos se plasmaría simbólicamente en la creación de una nueva piedra de Rosetta.
En los años 2000 es posible que existieran todavía en el mundo unos 7000 idiomas hablados, contando con los dialectos. La revista Ethnologue publicó toda una lista en una de sus últimas ediciones. Según los eruditos en el tema, en un par de generaciones habrán desaparecido sin rastro alguno alrededor de 500 de estas lenguas. Los lingüistas y los etnólogos opinan que entra dentro de lo posible que de esa cifra de 7000 idiomas, la mitad caiga en desuso al final del siglo XXI. Ante esta perspectiva se pusieron de acuerdo una serie de científicos, (lingüistas, etnólogos, ingenieros) uniendo sus fuerzas y sus conocimientos para idear varios proyectos en el mundo que pudieran proteger las lenguas en vías de extinción. Uno de dichos proyectos es este de la nueva piedra de Rosetta

## Realización
La idea surgió gracias a la historia ya conocida de la antigua piedra de Rosetta que ha podido sobrevivir a través de los siglos hasta que fue encontrada por pura casualidad, pero en este caso sin dejar el hallazgo al azar. De la pieza moderna se tendrá conocimiento científico e histórico a través del tiempo por lo que se supone que será fácilmente accesible para los futuros antropólogos y en ella se verán escritas y representadas todas las lenguas para información de posteriores investigadores. El equipo para esta fabricación de la rosetta actual pertenece a la Fundación Long Now de la ciudad de San Francisco, con Jim Mason a la cabeza. El soporte es un disco de níquel de 7,5 cm de diámetro en el que se han grabado por procedimientos químicos imágenes microscópicas de los textos y un mapamundi central que indica los lugares donde se hablan las distintas lenguas allí representadas. Con un microscopio de sólo 1000 aumentos se podrá leer perfectamente.

## Contenido
El texto grabado es, en cada una de las lenguas, el primer versículo del Génesis, "En el principio creó Dios los cielos y la tierra...." y para aquellas que no tengan escritura se ha hecho una transliteración. Como en esta piedra el contenido puede ser mucho mayor que lo fue en la piedra de Rosetta antigua, además de las 27 páginas de textos glosados se ha hecho una descripción en inglés de un millar de lenguas.

## Lanzamiento y continuidad
El trabajo y recopilación para el disco-rosetta se terminó en el año 2002 y el 26 de febrero de 2004 se puso en órbita uno de estos discos en un lanzamiento de Ariane 5 desde Kourou, Guayana Francesa. La nave espacial es de 3 toneladas y primero será insertada en una órbita geoestacionaria, antes de ser enviada hacia el Sistema solar. En diciembre del 2015 la nave aterrizará en un cometa.
Además se está haciendo una producción masiva de estos discos-rosetta, protegidos en esferas de acero para repartirlos por todo el mundo con la idea de que (aunque muchos se pierdan) siempre quede alguno para los estudiosos del futuro.
El trabajo de investigación lingüística sigue en marcha durante los primeros años del siglo XXI. Existe una base digital de datos con listas de palabras de 4.000 a 5.000 lenguas, una especie de diccionario gigante que servirá además para conocer mejor la evolución del lenguaje y las migraciones humanas.